# Westerlo
Westerlo är en kommun i provinsen Antwerpen i regionen Flandern i Belgien. Westerlo har 24 884 invånare (2018) invånare.